# Anders Persson Trafware
Anders Persson Trafware var skarprättare i Gävleborgs och Västernorrlands län 1702-1721. Han avrättade den 10 december 1720 drängen Olof Persson född 1701 som därefter brändes på bål vid avrättningsplatsen i Österfärnebo socken. Brottet som Olof begått var tidelag.